# Leandra glabrata
Leandra glabrata är en tvåhjärtbladig växtart som först beskrevs av Bunb., och fick sitt nu gällande namn av Célestin Alfred Cogniaux. Leandra glabrata ingår i släktet Leandra och familjen Melastomataceae. Inga underarter finns listade i Catalogue of Life.